# Delphacodes chiloensis
Delphacodes chiloensis är en insektsart som beskrevs av Frederick Arthur Godfrey Muir 1929. Delphacodes chiloensis ingår i släktet Delphacodes och familjen sporrstritar. Inga underarter finns listade i Catalogue of Life.